# Джуба (река)
Вижте пояснителната страница за други значения на Джуба.
Джуба (или Джубба) (на сомалийски: Wabiga Jubbada, на италиански: Giuba) е река в югозападната част на Сомалия, вливаща се в Индийския океан. Дължината ѝ е 875 km (заедно с лявата съставяща я река Генале – 1733 km), а площта на водосборния ѝ басейн е 497 626 km². Река Джуба се образува на 175 m н.в., на границата на Етиопия със Сомалия, при етиопския град Доло, от сливането на двете съставящи я реки Генале (858 km, лява съставяща) и Дауа (дясна съставяща), водещи началото си от югоизточните части на Етиопската планинска земя. По цялото си протежение тече в южна посока, като със стотици меандри пресича южната част на Сомалийското плато, където губи голяма част от водите си в изпарение и не получава нито един приток. Влива се в Индийския океан на около 30 km южно от Екватора, на 13 km североизточно от сомалийския град Кисмайо. Само през отделни години и то при много силен влажен сезон на около 60 km преди устието ѝ, при селището Камсума в нея отляво се вливат част от водите на голямата река Шебеле, течаща над 450 km успоредно на брега на Индийския океан. По време на пълноводие Джуба пренася огромно количество наноси. Средният многогодишен отток на реката е 457 m³/s, максималният – 1823 m³/s. През влажните сезони (от април до юни и от септември до ноември) е плавателна за плитко газещи речни съдове до град Бардере. Долината на река е гъсто населена (градове Лук, Бардере, Джилиб, Джамаме) и е най-плодородният район на Сомалия. По бреговете ѝ живеят жирафи, гепарди, лъвове, леопарди, хиени, крокодили, змии, слонове, газели и др. По името ѝ са наречени два от административните райони на Сомалия: Средна Джуба и Долна Джуба.